# نظریه حسابداری
هدف نظریه (تئوری) حسابداری فراهم کردن مجموعه‌ای از اصول و روابطی است که عملیات مشاهده‌شده حسابداری را تبیین و عملیات مشاهده‌نشده را پیش‌بینی کند. به بیان دیگر، نظریه (تئوری) حسابداری باید بتواند دلایل انتخاب مبانی و روش‌های مختلف حسابداری توسط واحدهای انتفاعی را تبیین کند، و ویژگی‌های واحدهایی را که، از بین روش‌های پذیرفته، روش خاصی را برمی‌گزینند پیش‌بینی کند. نظریه (تئوری) حسابداری باید از راه پژوهش‌های حسابداری آزمون و تأیید شود.

## انواع
نظریه (تئوری)های حسابداری را به روش‌های مختلفی می‌توان طبقه‌بندی کرد:
- بر اساس سطحی که نظریه (تئوری) در آن قرار می‌گیرد (ساختاری، رفتاری و تفسیری)؛
- از راه استدلال (استنتاجی یا قیاسی، استقرایی)؛
- یا از راه موضع حسابداری:

هنجاری (دستوری)، و
اثباتی (مثبت یا توصیفی)